# 施韋爾梅河
51°16′28″N 7°13′30″E / 51.27444°N 7.22500°E

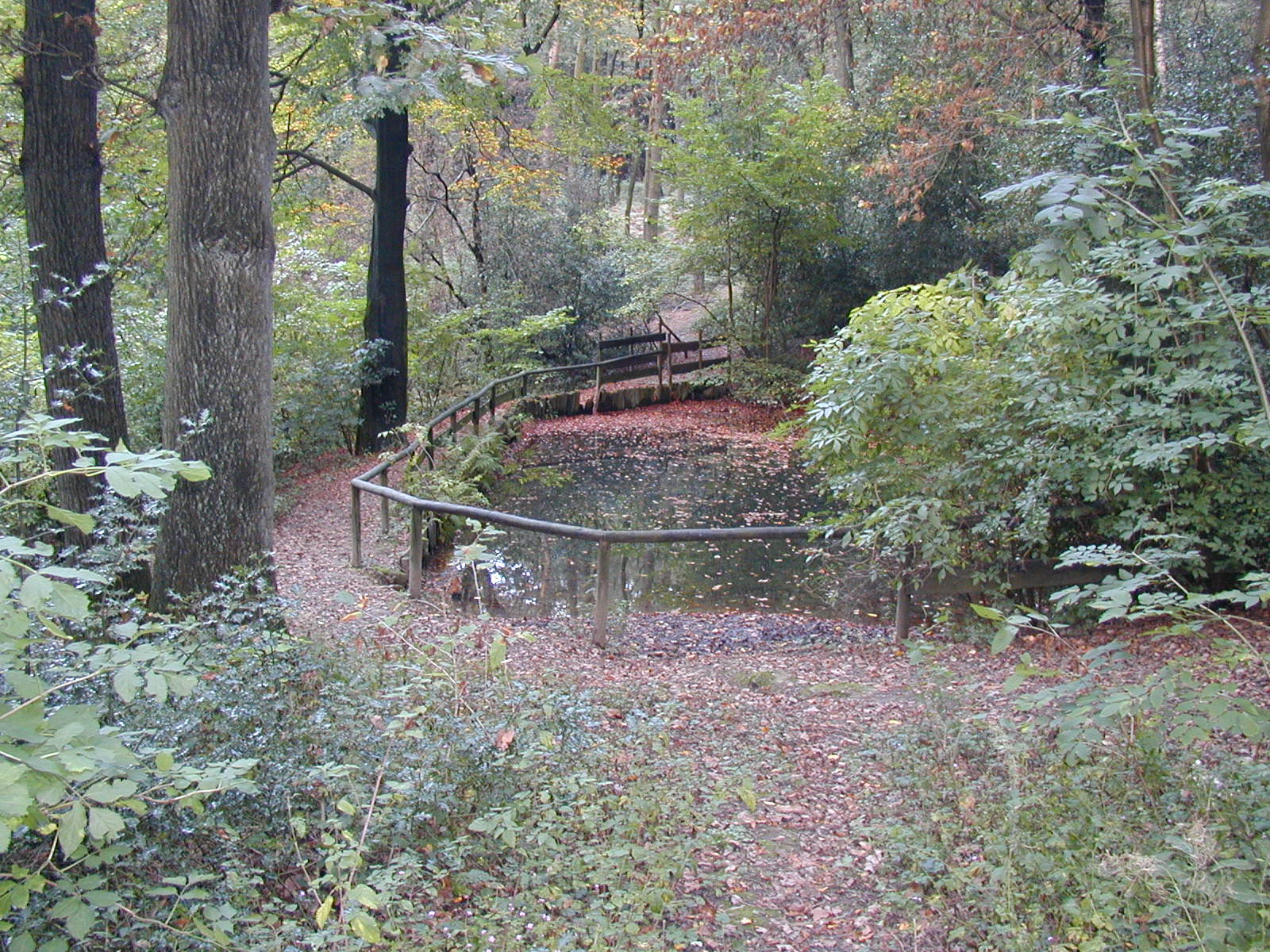

施韋爾梅河（德語：Schwelme），是德國的河流，位於該國西部，處於北萊茵-威斯特法倫州，屬於伍珀河的支流，河道全長8.4公里，流域面積18.8平方公里，河畔城鎮有伍珀塔爾。